# Agla María Albertsdóttir
Agla María Albertsdóttir, född den 5 augusti 1999, är en isländsk fotbollsspelare.

## Biografi
Agla María Albertsdóttir inledde sin seniorkarriär i Breiðablik år 2014. Hon har även spelat för Valur och Stjarnan innan hon 2022 värvades av BK Häcken FF. Hon återvände samma år till Breiðablik. Hon har även representerat det isländska damlandslaget där hon debuterade 2017.